# NK Matija Gubec Kutina
NK Matija Gubec je nogometni klub iz Kutine. 
Trenutačno se natječe u 3. ŽNL SMŽ - NS Kutina.